# 厄立特里亞經濟
厄立特里亞經濟近年大幅增長，2012年10月的國內生產總值較2011年增加7.5%，然而從國外匯回的工資估計佔國內生產總值的32%。厄立特里亞擁有豐富的天然資源，如銅、黃金、花崗岩、大理石和鉀肥，該國經濟因獨立戰爭經歷極端變化。
2011年，該國國內生產總值增長8.7%，是世界上增長最快速的經濟體之一。經濟學人智庫預計該國在2013年保持高速增長率8.5%。

## 經濟史
在1950年代初被贈予埃塞俄比亞時，厄立特里亞的城市和工業基礎設施發展程度高於埃塞俄比亞，該國評論家指出工業化自此集中在埃塞俄比亞其他地區。埃塞俄比亞把厄立特里亞最大的42間工廠國有化，並在長年內戰期間有系統地瓦解厄立特里亞的工業。當厄立特里亞在1993年從埃塞俄比亞脫離獨立時，其經濟已被戰爭重创，依賴港口和小規模農業的收入。1998年至2000年之間，雙邊貿易因與埃塞俄比亞發生衝突而停止，港口活動和收入大幅減少。根據世界銀行估計，該國在戰爭期間損失價值2.25億美元的牲畜，破壞5萬5千戶家庭。1999年國內生產總值出現零增長，2000年更收縮1%。該國生產力最高的西部地區不能種植農作物，導致糧食產量下降62%。公共建築物的損壞程度估計約值2,400萬美元。

## 國內生產總值

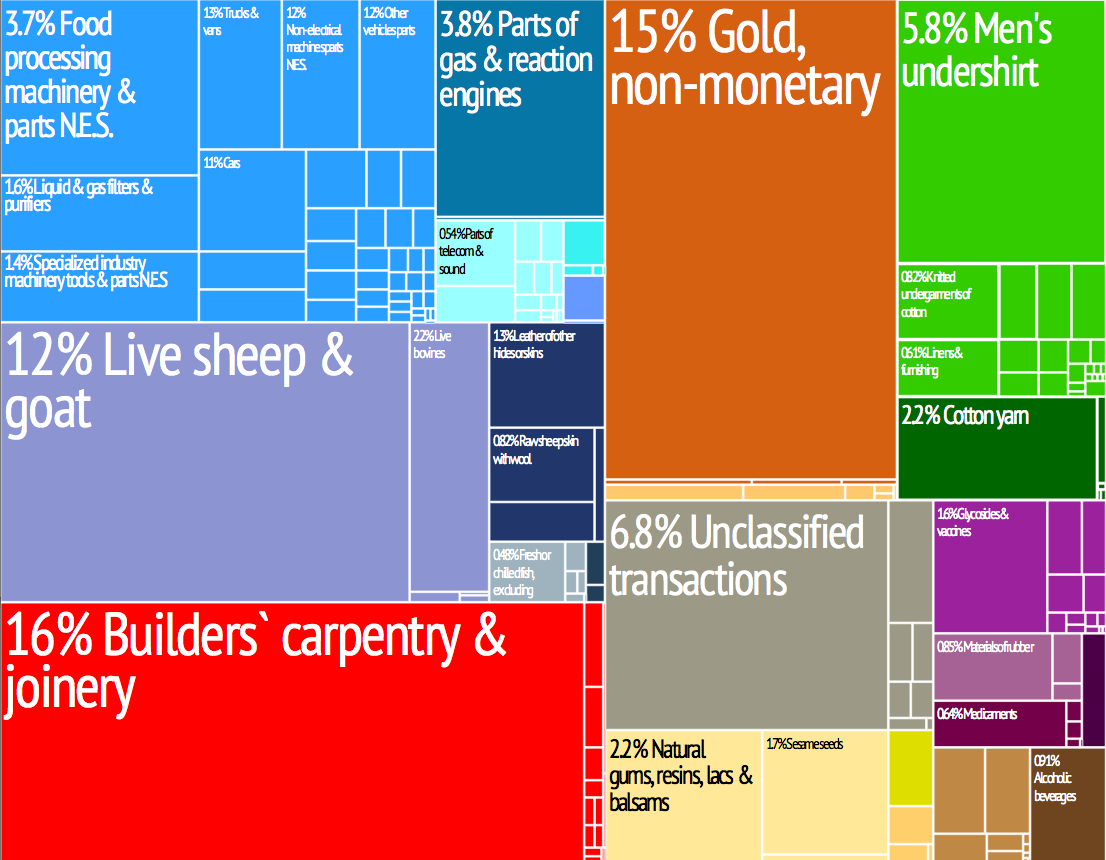
厄立特里亞出口產品

2011年，國內生產總值估計為40.37億美元，較2010年增長8.7%，主要由於農業產量增加、採礦業擴展和黃金價格上升。該國缺乏根據行業分布的經濟數據，但根據一些估計，2011年服務業、工業和農業分別佔國內生產總值的55%、34%和11%。然而，國內生產總值的增長因現時在邊界發生的問題而受到損害。

## 工業

### 農業、林業和漁業
2004年，農業僱用近八成人口，但只佔國內生產總值的12.4%，雖然農業因現代化的養殖設備和技術以及興建水壩而得以改善，但仍受制於缺乏金融服務及投資。主要農產品有大麥、豆類、奶製品、扁豆肉、小米、皮革、高粱、畫眉草和小麥。厄立特里亞的100萬名國民因與埃塞俄比亞爆發戰爭遷徙，加上地雷廣泛存在，使農業部門的生產力下降。目前，該國幾乎四分之一最有生產力的土地仍因1998至2000年與埃塞俄比亞的戰爭而持續荒廢。
雖然林業不是該國的主要經濟產業，但森林佔地158.5萬公頃，佔全國土地總面積的13.5%。2004年圓木總產量126.6萬立方米，幾乎全部用作燃料。自1993年以來，厄立特里亞人民解放陣線的軍隊參與植樹和其他綠化活動，1990至200年期間森林砍伐平均每年增長0.3%。
該國捕魚業的可靠數字很難獲得，然而該國擁有漫長的海岸線，為現時大多是手藝性的捕魚業提供顯著擴展的機會。厄立特里亞把從紅海捕撈的海魚和海參出口至歐洲和亞洲的市場。馬薩瓦有望興建新機場和復修當地港口設施，可能增加高價海鮮的出口量。2002年出口量約1.4萬噸，而估計最大穩定出口量近8萬噸。一間建於1998年的魚品加工廠現時每月出口150噸冷凍魚類，銷往英國、德國和荷蘭的市場。在1995年和2002年，該國兩次因紅海捕魚權與也門出現緊強局勢。厄立特里亞與其他國家的關係不洽，可能會阻礙該行業的進一步發展。

### 畜牧業
厄立特里亞的牲畜大部分是綿羊、山羊、牛（尤其是瘤牛）和駱駝，2001年牲畜數目為210萬頭羊、170萬頭山羊、195萬頭牛、7.5萬頭駱駝和140萬隻雞，同年出產3.09萬噸肉類、3.92萬噸牛奶和2千噸雞蛋。政府強調農業和畜牧業的發展，以減少依賴因戰爭出現的國際救援。

### 採礦和礦物
厄立特里亞大量礦藏未被採探。根據厄立特里亞政府，1998年手工採礦的黃金產量為573.4公斤，但實際黃金總儲量不詳。外國觀察員指出，該國有開採觀賞大理石和花崗岩的優秀潛力。截至2001年，約10間礦業公司已取得牌照開採多種礦物。據報該國政府正在進行地質調查，以供潛在採礦業投資者使用。該國被埋下數十萬顆地雷，與埃塞俄比亞接壤的邊界更為普遍，是發展探礦業的一大障礙。
2011年初，Nevsun Resources完成碧沙的採礦項目，預計每年出產35萬盎司黃金，並在金礦耗盡後開採銅和鋅。

### 工業和製造業
獨立戰爭結束時，埃塞俄比亞把厄立特里亞的大型工廠國有化和分拆，加上政府武器破壞基礎設施，導致所有工業停產。其他工廠的效率普遍偏低，大部分工業需要大量投資以實現生產力。此後，工業出現增長，2002年製品包括飲料、加工食品、煙草、皮革、紡織品、金屬製品、化工、印刷、非金屬礦產、建材、鹽、紙和火柴。政府尋求把這些工業私有化，推出多項誘因如豁免所得稅、分配進口外匯的優惠待遇、外匯轉移出境的相關規定。2002年，該國有約二千間製造業公司經營。
紅海地底被認為擁有大型石油儲量，石油業有發展潛力。2011年，美國CMS能源公司與厄立特里亞簽訂勘探東北部Dismin Block的協議。該國唯一的煉油廠設於阿薩布，每天最高煉油量1.8萬桶，於1997年因經營成本高昂關閉。建築業因建設項目增長，包括建設和擴建發電廠、修建道路、機場和水壩、提升港口質素、興建學校和醫院。
2005年，工業佔國內生產總值的26.3%，比例一直增長至2011年的34%。新興工業包括食品加工、飲料、服裝、紡織品、鹽、水泥和商業修船。

### 能源
家居消耗超過八成能源生產總量，2001年電力生產估計約2.2億千瓦時，同年用電量估計為205.1千瓦時。2003年，位於馬薩瓦以南的發電廠落成，產電量88兆瓦，該項目由沙特阿拉伯、科威特和阿布扎比資助，竣工日期因與埃塞俄比亞的戰爭延遲近三年。2001年全年石油消耗量估計約37萬噸。該國沒有生產本地石油，厄立特里亞石油天然氣集團公司通過國際競爭性招標進行採購。根據美國商務部，陸上和離岸石油和天然氣的勘探的機會存在，但這些前景尚未實現。該國的太陽能製造企業增加，使風能和太陽能發電情況稍微增加。厄立特里亞政府已表示有興趣開發替代能源，包括地熱、太陽能和風力發電。

### 服務
2011年，服務業佔國內生產總值的55%。金融服務是服務業的主要部分，主要市場參與者有央行厄立特里亞國家銀行（National Bank of Eritrea）、厄立特里亞商業銀行（Commercial Bank of Eritrea）、厄立特里亞房屋和工商銀行（Housing and Commerce Bank of Eritrea）、厄立特里亞農業和工業銀行（Agricultural and Industrial Bank of Eritrea）、厄立特里亞投資與發展銀行（Eritrean Investment and Development Bank）和厄立特里亞國家保險公司（National Insurance Corporation of Eritrea）。

### 旅遊業
融資困難、地下埋有大量地雷、與鄰國關係持續緊張，是阻礙厄立特里亞旅遊業發展的因素。根據世界旅遊業組織，2002年國際旅客收入僅7,300萬美元。

### 銀行與金融
根據國際貨幣基金組織，該國的商業銀行全數由政府擁有和經營，並似乎符合審慎的規定。商業銀行業雖然因外匯交易收入而利潤豐厚，但受高比例的不良貸款窒礙。大多數商業銀行的核心借貸活動收入不足以支付運營成本。

## 勞動人口
該國約八成人口從事農業，其餘兩成人口從事工業和服務業，2011年人均國內生產總值475美元。

## 貨幣、匯率和通貨膨脹
厄立特里亞官方貨幣是1997年11月推出的厄立特里亞納克法（ERN）。2005年初，該國政府下令國內所有交易必須以納克法進行，希望藉此增加外國資本儲備，其後不久把持有或兌換外幣列為非法。截至2005年1月1日，政府把匯率訂立為1美元兌換15厄立特里亞納克法。
通脹仍然是該國的問題，尤其是由於多年乾旱推動糧食價格上漲和國防支出仍然高企。國際貨幣基金組織估計，2003年平均通脹率達到23％。

## 政府財政預算案
厄立特里亞政府不公布預算，難以評估其財政狀況。根據國際貨幣基金組織，2003年整體財政赤字為國內生產總值的17%。該年度的政府開支估計為3.75億美元，但收入只有2.35億美元。2002年財政赤字佔國內生產總值的32%。目前支出繼續超過預算支出，尤其是在國防和其他斟酌性支出。貨幣政策仍屈從於政府的融資需求，債務處於不可持續的高水平，情況在遣散軍隊前不太可能改變。根據美國中央情報局世界槪況，厄立特里亞政府收入7.15億美元，支出10.2億美元。

## 對外經濟關係
中國、南韓、意大利、南非和德國都在積極尋求進軍厄立特里亞市場的機會。雖然美國在該國只有少量投資，但該國的美國產品和服務越來越多。
2011年，該國進口貨物價值約9億美元，包括機械、石油產品、食品和製成品，主要來自巴西、中國、埃及、印度、意大利、德國、沙特阿拉伯和南非。同年，出口總值4.15億美元，大部分是散裝糧食、牲畜、小型製品、高粱和紡織品，主要銷往中國、埃及、意大利、沙特阿拉伯、蘇丹和英國。最近，魚類、花卉和食鹽新增至出口貨物名單。
該國政府的規定旨在保護國內產業免受外國競爭，加上一般投資氣氛欠佳，阻礙外商投資。主要外國投資者包括中國、韓國、意大利、南非、德國和世界銀行。
該國政府傾向由私營部門投資官方援助計劃，拒絕外國援助，因此往往與援助國和國際機構的關係困難。

## 外部連結
- 中的“厄立特里亞經濟”
- Eritrea latest trade data on ITC Trade Map （页面存档备份，存于）
- IMF Executive Board Concludes Consultation with Eritrea February 2005（页面存档备份，存于）